# Castello di Speltara
Il castello di Speltara si trova nelle vicinanze di San Terenziano, nel comune di Gualdo Cattaneo. Nel castello state girate alcune scene del film Magnificat di Pupi Avati .

## Storia
Le prime notizie sulla fortificazione risalgono al XIII secolo come maniero sotto la giurisdizione di S. Terenziano. 
Il nome sembra derivare dalla coltivazione di Triticum spelta (farro).
Il complesso, che versa in pessimo stato conservativo, ha una struttura principale rettangolare con una piazzetta centrale dominata dalla torre principale.
Nel 1857 il castello di Speltara era abitato da "69 persone in 13 famiglie in case 12".